# Мелмајзел
Мелмајзел (њем. Mehlmeisel) општина је у њемачкој савезној држави Баварска. Једно је од 33 општинска средишта округа Бајројт. Према процјени из 2010. у општини је живјело 1.370 становника. Посједује регионалну шифру (AGS) 9472164.

## Географски и демографски подаци
Мелмајзел се налази у савезној држави Баварска у округу Бајројт. Општина се налази на надморској висини од 621 метра. Површина општине износи 13,2 km². У самом мјесту је, према процјени из 2010. године, живјело 1.370 становника. Просјечна густина становништва износи 104 становника/km².